# Leyes de Grassmann

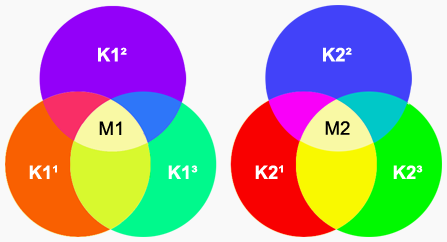
Esta imagen sirve como ejemplo de la tercera ley de Grassmann. Muestra la formación de dos colores metaméricos (M1 y M2) a partir de diferentes componentes de color (K1 1, K1² y K1³, respectivamente K2¹, K2² y K2³).

Las cuatro Leyes de Grassmann fueron enunciadas en 1853 por él físico alemán Hermann Grassmann, que las sistematizó:

## 1ª Ley
Dos luces de colores parecen diferentes si difieren en la longitud de onda dominante, la luminancia o la pureza. Corolario: por cada luz de color existe una luz con un color complementario, de modo que una mezcla de ambas luces o bien desatura el componente más intenso o bien da lugar a una luz incolora (gris/blanca).

## 2ª Ley
Cuando se ha conseguido la igualdad de color enunciada en la primera ley, la luminancia del color igualado es la suma de las luminancias de los primarios utilizados en la igualación. (En definitiva, la luminancia se suma).

## 3ª Ley
Siempre que dos superficies produzcan igual sensación cromática, es posible variar su luminancia, manteniendo constante el matiz y la saturación, sin que varíe la igualdad cromática. De ahí que el sistema CIE de especificación del color no tenga en cuenta más que estos dos parámetros (matiz y saturación) y desdeñe el tercero.

## 4ª Ley
Si se suman dos colores cualesquiera obteniéndose otro color resultante, éste podría haberse obtenido también sumando los primarios de cada uno de los colores origen.
- Datos: Q1544178
- Multimedia: Grassmann's laws (color science) / Q1544178